# Bánh gan
Bánh gan (tiếng Ukraina: печінковий торт; tiếng Nga: торт печеночный) là loại bánh mặn nhiều lớp trong nền ẩm thực Ukraine, Nga, và Hungary.  Gan gà thường được sử dụng trong món ăn nên chiếc bánh sẽ có vị nhạt và mềm, mặc dù gan bò hoặc gan lợn cũng thường được sử dụng.  Gan được trộn trong bột bánh chứ không được dùng làm nhân bánh. Cream cheese hoặc mayonnaise được quết đều giữa các lớp gan.  Toppings có thể gồm cà rốt, trứng nạo, rau thơm, hoặc hành tây.
Món bánh này có thể được thưởng thức vào các dịp lễ của gia đình, có thể kể đến như sinh nhật hoặc lễ hội như Maslenitsa, một lễ hội thường tổ chức vào cuối mùa đông ở vùng Slav Đông.